# Maarten Neyens
Maarten Neyens, né le 1er mars 1985 à Brasschaat, est un coureur cycliste belge.

## Biographie

### Enfance et carrière amateur
Maarten Neyens naît le 1er mars 1985 à Brasschaat. Son père, Jacques, a été coureur cycliste. Il commence à disputer quelques courses cyclistes aux Pays-Bas et en catégorie aspirant en Belgique lorsqu'il a 10 ans. En 2000, il s'inscrit au Hoboken WAC, en catégorie débutants. Il remporte le premier championnat de Belgique des débutants première année.
Il court ensuite dans l'équipe Affligem Bianchi dirigée par Willy Teirlinck, puis l'équipe Sweet-Paradise d'Andy Missotten. Durant cette période, il étudie en économie et langues vivantes à Westmalle. En 2004, en catégorie espoirs, il rejoint l'équipe Jartazi Granville, qui évolue en troisième division mondiale (GS3). Il cesse alors ses études et obtient le statut de sportif de haut niveau. À partir de 2005, il court dans la nouvelle équipe continentale Bodysol-Win for life-Jong Vlaanderen, qui devient Davitamon-Win for life-Jong Vlaanderen en 2007. Il remporte en 2005 le Tour d'Anvers, et se classe quatrième de Hasselt-Spa-Hasselt et neuvième du Grand Prix Jef Scherens. L'année suivante, il est vainqueur d'étapes du Tour de Namur et du Tour du Brabant flamand, et 5e du Triptyque des Monts et Châteaux. En 2007, il gagne l'étape reine de cette course par étapes. Sélectionné en équipe de Belgique pour les championnats d'Europe espoirs, il ne peut pas participer à cette compétition en raison d'une maladie.

### Carrière professionnelle
Maarten Neyens devient coureur professionnel en 2008 dans l'équipe Topsport Vlaanderen. Il y passe trois saisons. Il ne gagne pas de course, mais monte sur le podium de l'Internationale Wielertrofee Jong Maar Moedig en 2008, et de la Beverbeek Classic et de la Batavus Pro Race en 2009. Il obtient plusieurs places d'honneurs : 8e du Delta Tour Zeeland en 2008, 4e de la Course des raisins, 10e de la Dutch Food Valley Classic, 13e du Tour de Bavière en 2009, 5e de la Flèche flamande en 2010.
En 2011, Neyens rejoint l'équipe ProTeam Omega Pharma-Lotto, avec laquelle il signe un contrat d'un an. Il se voit attribuer un rôle d'équipier, entre autres pour Jürgen Roelandts, un ami d'enfance et ancien coéquipier de 2005 à 2007.

## Palmarès
- 2005
  - Tour de la province d'Anvers
- 2006

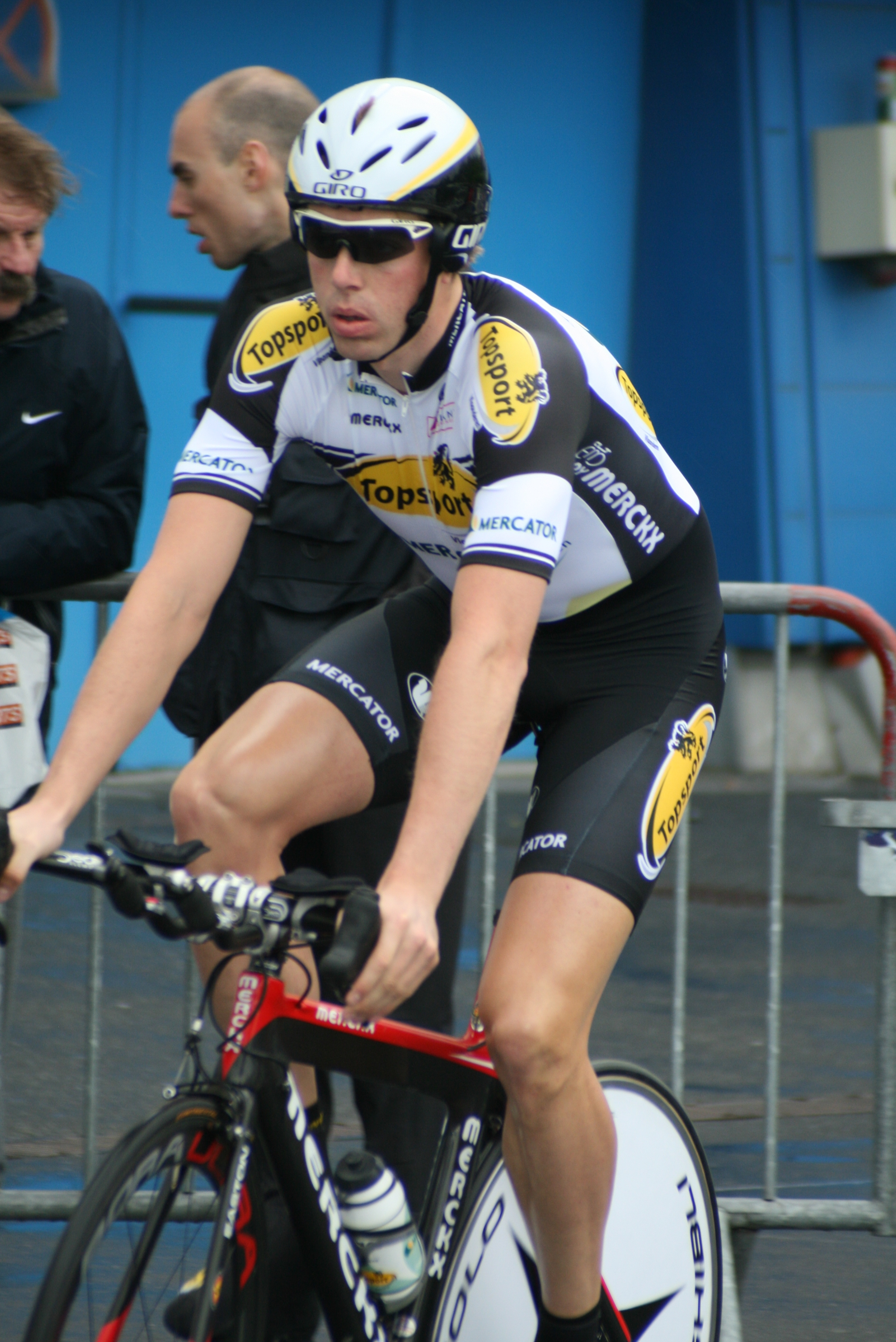
Maarten Neyens, lors des Quatre Jours de Dunkerque 2009

  - 5e étape du Tour du Brabant flamand
  - 6e étape du Tour de Namur
- 2007
  - 3e étape du Triptyque des Monts et Châteaux
- 2008
  - 2e de l'Internationale Wielertrofee Jong Maar Moedig
- 2009
  - 2e de la Beverbeek Classic
  - 2e de la Batavus Pro Race

## Classements mondiaux
| Année           | 2005  | 2006 | 2007 | 2008 | 2009 | 2010 |
| --------------- | ----- | ---- | ---- | ---- | ---- | ---- |
| UCI Europe Tour | 1037e | 791e | 967e | 440e | 99e  | 690e |